# Teuchestes
Teuchestes Mulsant, 1842 è un genere della Sottofamiglia Aphodiinae della Famiglia degli Scarabaeidae dell'Ordine dei Coleotteri.

## Descrizione
Per maggiori particolari sulle caratteristiche fisiche, l'anatomia, il comportamento, l'habitat e la fenologia si rimanda alla voce Aphodiinae.

## Distribuzione e habitat
È un genere diffuso nella regione olartica, regione orientale e regione afrotropicale.

## Tassonomia
Attualmente (anno 2006) il genere comprende 8 specie di cui 1 reperita in territorio italiano:
- Teuchestes analis
- Teuchestes brachysomus
- Teuchestes caffer
- Teuchestes dejeani
- Teuchestes fossor (italiana)
- Teuchestes sinofraternus
- Teuchestes uenoi
- Teuchestes wicheri